# 1987
1987. је била проста година.

## Догађаји

### Јануар
- 2. јануар — Чадска војска је у бици за Фаду уништила либијску оклопну бригаду.

### Март
- 4. март — Амерички председник Роналд Реган је у телевизијском обраћању преузео пуну одговорност за незаконите акције у афери Иран-Контра.

### Април
- 24. април — Председник Председништва ЦК СК Србије, Слободан Милошевић, посетио Косово Поље где је разговарао са локалним руководством и окупљеним Србима на њиховом митингу. Народ се жалио на насиље милиције, на шта је Милошевић одговорио: „Нико не сме да вас бије“.

### Мај
- 15. мај — Лазар Мојсов изабран за председника Председништва СФРЈ.
- 17. мај — Ирачки ратни авион F-I Мираж испалио је две егзосет ракете на амерички војни брод УСС Старк који је патролирао Персијским заливом, усмртивши 37 и ранивши 62 морнара.
- 27. мај — Порто је освојио Куп европских шампиона победом у финалу над Бајерном.
- 28. мај — Деветнаестогодишњи Западни Немац Матијас Руст прелетео је спортским авионом "Цесна" од Хелсинкија до Москве и спустио се на Црвени трг, прошавши непримећено кроз совјетски ваздушни простор.

### Јун
- 12. јун — Бивши цар Централноафричке Републике Жан Бедел Бокаса је осуђен на смрт због злочина извршених током 13-годишње владавине.

### Септембар
- 3. септембар — У касарни ЈНА у Параћину, војник Азиз Кељменди усмртио је на спавању четири војника, а шесторицу ранио.
- 24. септембар — Драгиша Павловић је на Осмој седници ЦК СКС разрешен чланства у Председништву ЦК СК Србије.
- 27. септембар — На 8. седници Централног комитета Савеза комуниста Србије тврда струја тадашњег председника ЦК СК Србије Слободана Милошевића је однела победу над умереном политиком председника Председништва Србије Ивана Стамболића.

### Октобар
- 6. октобар — Јан Тиман је победио на шаховском турниру у Тилбургу.
- 19. октобар — Као одмазда за иранске нападе на бродове у Персијском заливу, Ратна морнарица Сједињених Америчких Држава је онеспособила три иранске нафтне платформе.

### Новембар
- 18. новембар — 31 особа је погинула у пожару у лондонској најпрометнијој станици метроа Кингс крос Сент Панкрас.

### Децембар
- 8. децембар — Израелски оклопни транспортер је у саобраћајној несрећу усмртио четири палестинске избеглице на граничном прелазу са појасом Газе, изазвавши Прву интифаду.
- 14. децембар — Иван Стамболић разрешен дужности председника Председништва СР Србије, и на његово место дошао пензионисани генерал ЈНА, Петар Грачанин.
- 20. децембар — У судару филипинског ферибота Доња Паз и једног танкера, најтежој мирнодопској несрећи на мору, преживело је 24 од 4.397 путника и чланова посаде ферибота.

## Рођења

### Јануар
- 2. јануар — Нађа Хигл, српска пливачица
- 4. јануар — Абубакар Умару, камерунски фудбалер[1]
- 7. јануар — Стефан Бабовић, српски фудбалер[2]
- 9. јануар — Паоло Нутини, шкотски музичар[3]
- 11. јануар — Џејми Варди, енглески фудбалер[4]
- 12. јануар — Наја Ривера, америчка глумица, певачица и модел (прем. 2020)[5]
- 12. јануар — Салваторе Сиригу, италијански фудбалски голман[6]
- 15. јануар — Анђела Булатовић, црногорска рукометашица[7]
- 20. јануар — Еван Питерс, амерички глумац[8]
- 20. јануар — Марко Симончели, италијански мотоциклиста (прем. 2011)
- 20. јануар — Роберт Фара, колумбијски тенисер[9]
- 24. јануар — Луис Суарез, уругвајски фудбалер[10]
- 24. јануар — Вејн Хенеси, велшки фудбалер[11]
- 25. јануар — Ивана Вуковић, српска глумица[12]
- 26. јануар — Себастијан Ђовинко, италијански фудбалер[13]
- 26. јануар — Гојко Качар, српски фудбалер[14]
- 26. јануар — Ригоберто Уран, колумбијски бициклиста[15]
- 27. јануар — Иван Паунић, српски кошаркаш[16]

### Фебруар
- 2. фебруар — Жерард Пике, шпански фудбалер[17]
- 4. фебруар — Луција Шафаржова, чешка тенисерка[18]
- 5. фебруар — Хенри Голдинг, британско-малезијски глумац, модел и ТВ водитељ[19]
- 5. фебруар — Дарен Крис, амерички глумац и музичар[20]
- 5. фебруар — Хана Селимовић, српска глумица[21]
- 5. фебруар — Кертис Џерелс, амерички кошаркаш[22]
- 7. фебруар — Бри Бенет, америчка порнографска глумица[23]
- 8. фебруар — Хави Гарсија, шпански фудбалер[24]
- 8. фебруар — Каролина Костнер, италијанска клизачица[25]
- 9. фебруар — Мајкл Б. Џордан, амерички глумац и продуцент[26]
- 9. фебруар — Роуз Лезли, шкотска глумица[27]
- 12. фебруар — Жереми Шарди, француски тенисер[28]
- 14. фебруар — Едисон Кавани, уругвајски фудбалер[29]
- 17. фебруар — Анте Томић, хрватски кошаркаш[30]
- 18. фебруар — Скин Дајмонд, америчка порнографска глумица[31]
- 19. фебруар — Суад Шеховић, црногорски кошаркаш
- 20. фебруар — Мајлс Телер, амерички глумац[32]
- 21. фебруар — Ешли Грин, америчка глумица и модел[33]
- 21. фебруар — Елен Пејџ, канадска глумица и продуценткиња[34]
- 22. фебруар — Серхио Ромеро, аргентински фудбалер[35]
- 23. фебруар — Бојан Божовић, српски тенисер и тениски тренер[36]
- 23. фебруар — Марија Петронијевић, српска глумица и ТВ водитељка
- 24. фебруар — Марко Ђурковић, српски кошаркаш[37]
- 27. фебруар — Миленко Тепић, српски кошаркаш[38]
- 28. фебруар — Антонио Кандрева, италијански фудбалер[39]

### Март
- 1. март — Кеј Си Риверс, амерички кошаркаш
- 1. март — Кеша Сиберт, америчка музичарка[40]
- 5. март — Блаж Кавчич, словеначки тенисер[41]
- 5. март — Ана Чакветадзе, руска тенисерка[42]
- 8. март — Сара Ренар, хрватска музичарка[43]
- 16. март — Џамонт Гордон, амерички кошаркаш[44]
- 19. март — Милош Теодосић, српски кошаркаш
- 24. март — Рамирес, бразилски фудбалер[45]
- 28. март — Кегни Лин Картер, америчка порнографска глумица (прем. 2024)[46]
- 29. март — Марк Валијенте, шпански фудбалер[47]
- 29. март — Денеш Варга, мађарски ватерполиста[48]
- 31. март — Војислава Лукић, српска тенисерка[49]

### Април
- 1. април — Џена Пресли, америчка порнографска глумица[50]
- 4. април — Сара Гадон, канадска глумица[51]
- 4. април — Сами Хедира, немачки фудбалер
- 9. април — Џеси Макартни, амерички музичар и глумац[52]
- 10. април — Немања Александров, српски кошаркаш
- 10. април — Шеј Мичел, канадска глумица, модел и списатељица[53]
- 11. април — Џос Стоун, енглеска музичарка
- 12. април — Брендон Јури, амерички музичар, најпознатији као певач групе Panic! at the Disco[54]
- 16. април — Ченк Акјол, турски кошаркаш
- 16. април — Арон Ленон, енглески фудбалер[55]
- 18. април — Роузи Хантингтон Вајтли, енглески модел, глумица и дизајнерка[56]
- 18. април — Иван Тричковски, македонски фудбалер[57]
- 19. април — Марија Шарапова, руска тенисерка[58]
- 22. април — Давид Луиз, бразилски фудбалер[59]
- 24. април — Јан Вертонген, белгијски фудбалер[60]
- 28. април — Андрија Прлаиновић, српски ватерполиста[61]
- 28. април — Зоран Тошић, српски фудбалер[62]
- 28. април — Робин Шулц, немачки музичар, ди-џеј и музички продуцент[63]
- 29. април — Кијара Дајана, америчка порнографска глумица и модел[64]
- 29. април — Сара Ерани, италијанска тенисерка[65]
- 29. април — Џеф Ерс, амерички кошаркаш[66]

### Мај
- 1. мај — Леонардо Бонучи, италијански фудбалер[67]
- 2. мај — Филип Филиповић, српски ватерполиста[68]
- 4. мај — Хорхе Лоренцо, шпански мотоциклиста[69]
- 4. мај — Сеск Фабрегас, шпански фудбалер[70]
- 6. мај — Дрис Мертенс, белгијски фудбалер[71]
- 8. мај — Јована Адамовић, српска кошаркашица[72]
- 10. мај — Али Хејз, америчка порнографска глумица[73]
- 13. мај — Кендис Кинг, америчка глумица и музичарка[74]
- 15. мај — Ерсан Иљасова, турски кошаркаш[75]
- 15. мај — Марко Јагодић Куриџа, српски кошаркаш[76]
- 15. мај — Леонардо Мајер, аргентински тенисер[77]
- 15. мај — Енди Мари, британски тенисер[78]
- 15. мај — Тајрис Рајс, америчко-црногорски кошаркаш[79]
- 17. мај — Миљана Бојовић, српска кошаркашица и кошаркашка тренеркиња[80]
- 18. мај — Луисана Лопилато, аргентинска глумица, модел и певачица[81]
- 22. мај — Артуро Видал, чилеански фудбалер[82]
- 22. мај — Новак Ђоковић, српски тенисер[83]
- 24. мај — Фабио Фоњини, италијански тенисер[84]
- 27. мај — Мајкл Брамос, грчки кошаркаш[85]
- 27. мај — Жервињо, фудбалер из Обале Слоноваче[86]
- 27. мај — Драган Зековић, српско-црногорски кошаркаш[87]
- 27. мај — Хосе Алберто Кањас, шпански фудбалер[88]

### Јун
- 8. јун — Саманта Сејнт, америчка порнографска глумица[89]
- 11. јун — Марсел Илхан, турски тенисер[90]
- 13. јун — Џон Брајант, амерички кошаркаш[91]
- 13. јун — Милош Терзић, српски одбојкаш[92]
- 16. јун — Фабијен Козер, француски кошаркаш[93]
- 17. јун — Кендрик Ламар, амерички хип хоп музичар и музички продуцент[94]
- 18. јун — Борис Савовић, црногорски кошаркаш[95]
- 20. јун — Асмир Беговић, босанскохерцеговачки фудбалски голман[96]
- 23. јун — Нандо де Коло, француски кошаркаш[97]
- 24. јун — Лионел Меси, аргентински фудбалер[98]
- 26. јун — Самир Насри, француски фудбалер[99]
- 27. јун — Ед Вествик, енглески глумац и музичар[100]
- 29. јун — Џена Ли, француска музичарка[101]

### Јул
- 3. јул — Себастијан Фетел, немачки аутомобилиста[102]
- 5. јул — Андрија Калуђеровић, српски фудбалер[103]
- 6. јул — Кејт Неш, енглеска музичарка[104]
- 8. јул — Маја Беровић, босанскохерцеговачко-српска певачица[105]
- 14. јул — Сара Канинг, канадска глумица[106]
- 18. јул — Лијана Свит, мађарска порнографска глумица[107]
- 22. јул — Андреј Голубјев, казахстански тенисер руског порекла[108]
- 23. јул — Луиз Густаво, бразилски фудбалер[109]
- 25. јул — Еран Захави, израелски фудбалер[110]
- 27. јул — Марек Хамшик, словачки фудбалер[111]
- 28. јул — Немања Петрић, српски одбојкаш[112]
- 28. јул — Софија Рајовић, српска глумица, ТВ водитељка и модел[113]
- 28. јул — Педро Родригез, шпански фудбалер[114]
- 29. јул — Хенесис Родригез, америчка глумица[115]
- 31. јул — Алекса Поповић, црногорски кошаркаш[116]

### Август
- 1. август — Јаго Аспас, шпански фудбалер[117]
- 5. август — Лекси Бел, америчка порнографска глумица[118]
- 7. август — Сидни Крозби, канадски хокејаш[119]
- 16. август — Ана Мандић, српска глумица[120]
- 19. август — Нико Хилкенберг, немачки аутомобилиста, возач Формуле 1[121]
- 22. август — Миша Зверев, немачки тенисер руског порекла[122]
- 22. август — Драгана Косјерина, српска новинарка и ТВ водитељка
- 23. август — Дарен Колисон, амерички кошаркаш[123]
- 25. август — Блејк Лајвли, америчка глумица
- 25. август — Ејми Макдоналд, шкотска музичарка[124]
- 25. август — Владимир Штимац, српски кошаркаш
- 26. август — Ана Антонијевић, српска одбојкашица
- 26. август — Лука Дрча, српски кошаркаш
- 26. август — Рајли Стил, америчка порнографска глумица[125]
- 29. август — Марко Подрашчанин, српски одбојкаш[126]
- 30. август — Ненад Томовић, српски фудбалер[127]

### Септембар
- 6. септембар — Андреа Лекић, српска рукометашица
- 7. септембар — Александра Вознијак, канадска тенисерка[128]
- 7. септембар — Еван Рејчел Вуд, америчка глумица и модел[129]
- 8. септембар — Дерик Браун, амерички кошаркаш[130]
- 8. септембар — Виз Калифа, амерички музичар и глумац[131]
- 9. септембар — Андреа Петковић, немачка тенисерка[132]
- 9. септембар — Афроџек, холандски музички продуцент и ди-џеј[133]
- 9. септембар — Милан Станковић, српски музичар
- 11. септембар — Тајлер Хочлин, амерички глумац[134]
- 13. септембар — Цветана Пиронкова, бугарска тенисерка[135]
- 13. септембар — Александра Станишић, српска новинарка и ТВ водитељка[136]
- 14. септембар — Гашпер Видмар, словеначки кошаркаш
- 22. септембар — Здравко Кузмановић, српски фудбалер[137]
- 22. септембар — Тејона Парис, америчка глумица[138]
- 22. септембар — Том Фелтон, енглески глумац[139]
- 28. септембар — Хилари Даф, америчка певачица, глумица, модни дизајнер, предузетник, текстописац и композитор[140]
- 28. септембар — Филип Ђорђевић, српски фудбалер[141]
- 30. септембар — Драгана Дабовић, српска глумица[142]

### Октобар
- 1. октобар — Ваут Пулс, холандски бициклиста[143]
- 2. октобар — Џо Инглс, аустралијски кошаркаш[144]
- 7. октобар — Сем Квери, амерички тенисер[145]
- 7. октобар — Лорен Мејбери, шкотска музичарка и новинарка, најпознатија као суоснивачица и певачица групе Chvrches[146]
- 18. октобар — Зек Ефрон, амерички глумац и певач[147]
- 19. октобар — Самјуел Грот, аустралијски тенисер[148]
- 23. октобар — Милан Борјан, српско-канадски фудбалер[149]
- 25. октобар — Блек Анђелика, румунска порнографска глумица[150]
- 28. октобар — Френк Оушен, амерички музичар, музички продуцент и фотограф
- 29. октобар — Туве Лу, шведска музичарка[151]

### Новембар
- 1. новембар — Илеана Де Круз, индијска глумица и модел[152]
- 3. новембар — Кортни Барнет, аустралијска музичарка
- 5. новембар — Кевин Џонас, амерички музичар и глумац, најпознатији као члан групе Jonas Brothers[153]
- 6. новембар — Ана Ивановић, српска тенисерка[154]
- 9. новембар — Хајди Вотерс, америчка порнографска глумица[155]
- 15. новембар — Серхио Љуљ, шпански кошаркаш
- 16. новембар — Карлос Окендо, колумбијски бициклиста[156]
- 17. новембар — Искра Брајовић, српска глумица[157]
- 19. новембар — Тара Вајт, чешка порнографска глумица[158]
- 22. новембар — Маруан Фелаини, белгијски фудбалер[159]
- 28. новембар — Карен Гилан, шкотска глумица, редитељка и сценаристкиња[160]

### Децембар
- 1. децембар — Сара Снук, аустралијска глумица[161]
- 9. децембар — Хикару Накамура, амерички шахиста
- 18. децембар — Мики Андо, јапанска клизачица[162]
- 18. децембар — Алина Плугару, румунска порнографска глумица[163]
- 19. децембар — Карим Бензема, француски фудбалер[164]
- 19. децембар — Данијел Хакет, италијанско-амерички кошаркаш
- 22. децембар — Едер, португалски фудбалер[165]
- 26. децембар — Михаил Кукушкин, казахстански тенисер[166]
- 30. децембар — Томаз Белучи, бразилски тенисер[167]

## Смрти

### Јануар
- 18. јануар — Серђо Блажић, хрватски музичар[168]
- 25. јануар — Асим Ферхатовић, југословенски фудбалер (* 1933)[169]
- 25. јануар — Предраг Милосављевић, српски сликар[170]
- 29. јануар — Ђуро Кладарин, југословенски генерал и народни херој Југославије

### Фебруар
- 3. фебруар — Владимир Мошин, руски историчар
- 7. фебруар — Клаудио Виља, италијански музичар
- 22. фебруар — Енди Ворхол, амерички сликар и режисер (* 1928)[171]

### Март
- 3. март — Дени Кеј, амерички позоришни и филмски глумац (* 1911)[172]
- 19. март — Луј де Број, француски физичар (* 1892)
- 21. март — Роберт Престон, амерички глумац[173]
- 27. март — Стане Кавчич, југословенски политичар

### Април
- 9. април — Виктор Бонч-Брујевич, руски физичар
- 11. април — Примо Леви, италијански хемичар
- 19. април — Столе Јанковић, српски редитељ[174]
- 30. април — Марк Аронсон, амерички астроном

### Мај
- 3. мај — Далида, француска глумица и певачица[175]
- 14. мај — Рита Хејворт, америчка глумица[176]
- 22. мај — Миленко Бојанић, југословенски политичар
- 27. мај — Џон Хауард Нортроп, амерички хемичар

### Јун
- 2. јун — Андрес Сеговија, шпански гитариста
- 13. јун — Џералдина Пејџ, америчка глумица[177]
- 22. јун — Фред Астер, амерички глумац[178]
- 27. јун — Ратко Дугоњић, југословенски политичар
- 29. јун — Миле Узелац, југословенски генерал и народни херој Југославије

### Јул
- 8. јул — Фрањо Велфл, југословенски фудбалер[179]
- 28. јул — Шиме Вучетић, хрватски књижевник[180]

### Август
- 1. август — Пола Негри, пољско-америчка глумица[181]
- 7. август — Михаило Апостолски, југословенски и македонски политичар, генерал и историчар и народни херој Југославије[182]
- 17. август — Рудолф Хес, немачки политичар
- 26. август — Радован Вукановић, југословенски генерал и народни херој Југославије
- 28. август — Џон Хјустон, амерички глумац и редитељ[183]
- 29. август — Ли Марвин, амерички глумац[184]

### Септембар
- 25. септембар — Карло Мразовић, југословенски генерал и политичар и народни херој Југославије
- 25. септембар — Мери Астор, америчка глумица[185]
- 29. септембар — Часлав Ђаја, српски математичар

### Октобар
- 13. октобар — Светополк Пивко, словеначки машински инжењер[186]
- 26. октобар — Андреј Колмогоров, руски математичар
- 27. октобар — Светолик Никачевић, српски глумац[187]
- 28. октобар — Андре Масон, француски сликар

### Новембар
- 10. новембар — Сени Кунче, нигерски генерал и политичар
- 18. новембар — Жак Анкетил, француски бициклиста и петоструки победник Тур де Франса (* 1934)[188]
- 22. новембар — Гедеон Богдановић, југословенски генерал и политичар и народни херој Југославије
- 30. новембар — Бошко Каралић, народни херој Југославије

### Децембар
- 1. децембар — Џејмс Болдвин, амерички књижевник[189]
- 17. децембар — Маргерит Јурсенар, белгијска књижевница

## Нобелове награде
- Физика — Георг Беднорц и Карл Александер Милер
- Хемија — Доналд Џ. Крам, Жан-Мари Лен и Чарлс Џ. Педерсен
- Медицина — Сусуму Тонегава
- Књижевност — Јосиф Бродски
- Мир — Оскар Аријас Санчез (Костарика)
- Економија — Роберт Солоу (САД)